# Nårungabygdens missionshistoriska museum

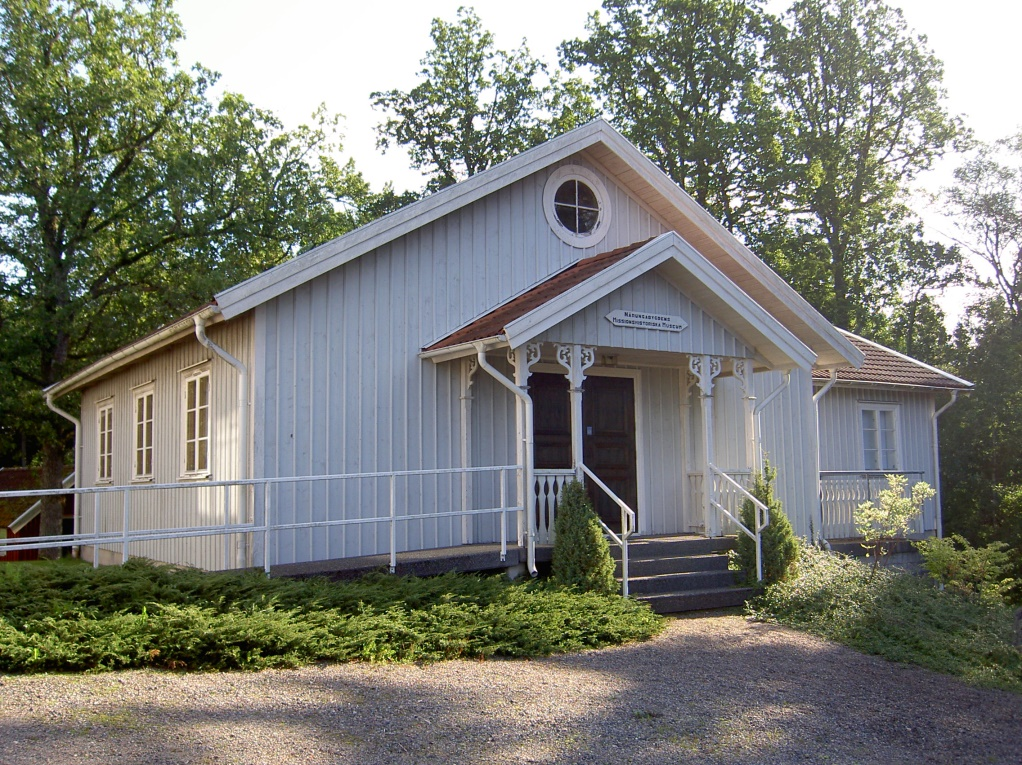
Nya museet invigt 1994

Nårungabygdens missionshistoriska museum är ett museum i Ljurhalla i Vårgårda kommun som behandlar missionsväckelsen och dess följder för nårungabygden. Det finns föremål från frikyrkans historia från 1800-talet och fram till modern tid. Museet ägs och drivs av Equmeniakyrkan i Ljurhalla. Museet är grundat 1935 men flyttades 1994 till nya lokaler.
Museets geografiska placering beror på att den väckelse som började i Nårungabygden var en av grundstenarna till startandet av Svenska Missionsförbundet som numera heter Equmeniakyrkan. 

## Historik

### Bakgrund
Nårungabygden var under 1800-talet en fattig bygd som var ökänd för sin hembränning och vilda leverne. Det ledde till många incidenter med ordningsmakten.
En av de mest hängivna hembrännarna var Anders Petter Andersson, känd som Ljurskamjölnaren som fick en religiös uppenbarelse under en av sina sittningar vid hembränningsapparaten, blev frälst och började predika det kristna budskapet runt om i sina hembygder. Detta ledde vidare till en väckelse som bland annat lade grunden till Svenska Missionsförbundet, sedermera Equmeniakyrkan.

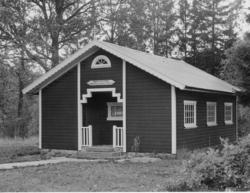
Gamla museet invigt 1935

### Bygge och invigning[5]
John Frejrud, pastor i Ljurhallakretsen av Svenska Missionsförbundet 1928-1938, upptäckte att det fanns mycket material och kuriosa kvar från väckelsetiden och anordnade på 1930-talet en temporär utställning med detta material. Intresset var dock såpass stort, och även mängden material, att man bestämde sig för att bygga ett permanent museum. 
Den 28 juli 1935 invigdes museet som då placerades intill dåvarande pastorsbostad. Då lokalen inte var byggd för arkivmaterial skadade fukt och mögel mycket av samlingarna. Det byggdes då ett nytt museum, jämte Ljurhalla missionskyrka, som invigdes den 16 oktober 1994.

### Nuvarande museum[5]
Det nuvarande museet är byggt i samma stil som missionshusen som byggdes i början av 1900-talet och inrett som ett missionshus med samlingarna placerade i "kyrksalen" samt sidorummet.
Museet innehåller foton och bilder på de tidiga predikanter som fanns i området och även de biblar och böcker som användes av dem. Det finns en stor samling av musikinstrument som användes i frikyrkans framväxt, såsom psalmodikon och cittra. 
I delen som motsvarar köket/serveringslokalen börjar en avdelning med olika föremål från smygbränningstiden, såsom mässkar, silar, pluntor och brännvinskaggar, vilka hör till hembränningen. Det finns även material och skrifter från söndagsskolan genom tiderna och bilda och saker som missionärerna tagit med sig tillbaka efter sina missionsresor i andra länder.
För forskningsändamål har man arkiverat och bokfört allt material som finns i museet. De flesta skrifter och böcker är förvarade i ett brandsäkert arkiv under museet och allt är infört dels i kyrkans dataregister och dels i en arkiv- och museikatalog. Registret för både arkivet och museet innehåller 2862 poster som ställs till förfogande för var och en som är intresserad. Antalet inventarier i museet uppgår till 354 stycken.